# 财神居

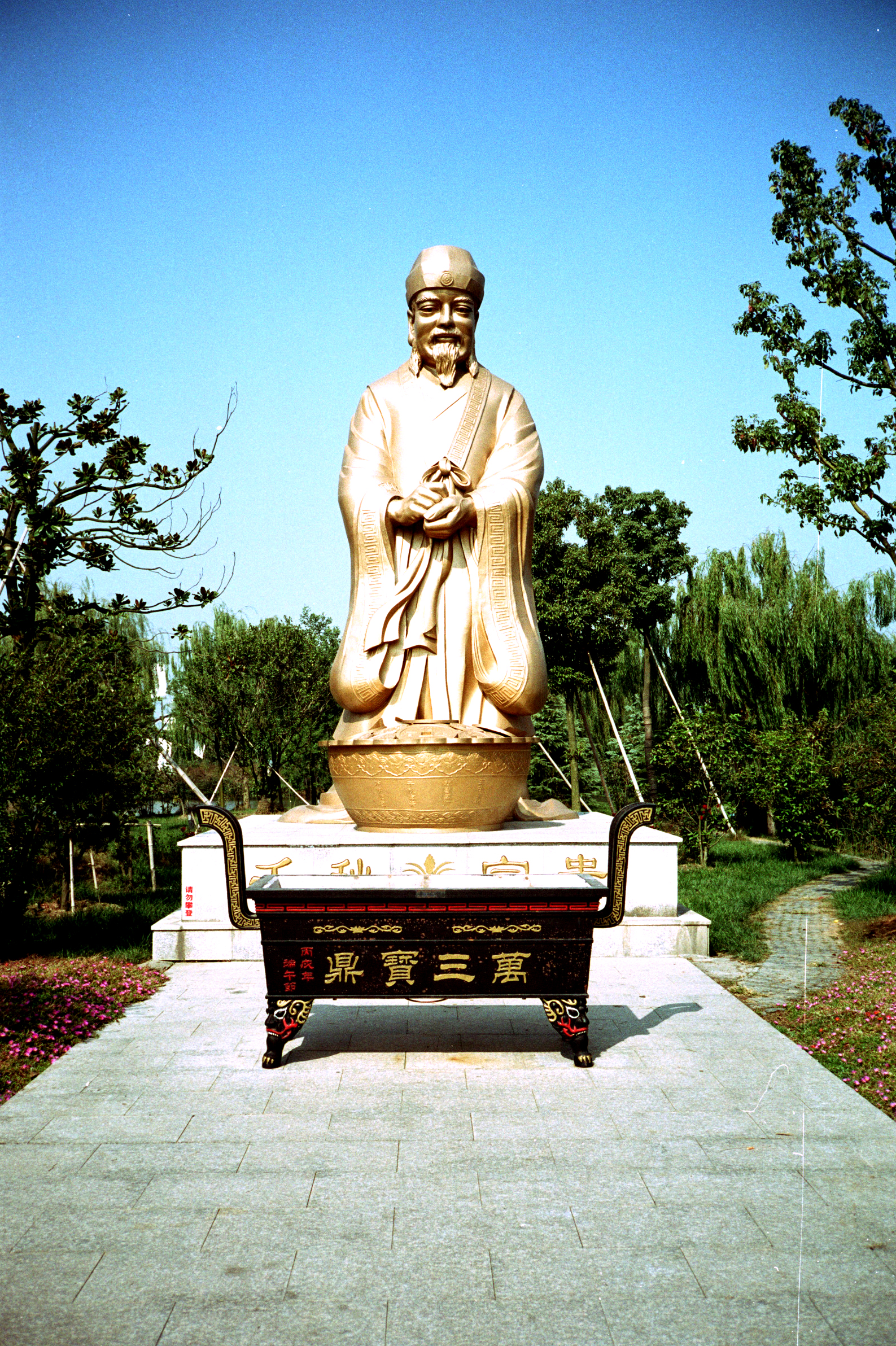
沈万三和他的聚宝盆（周庄沈万三故居）

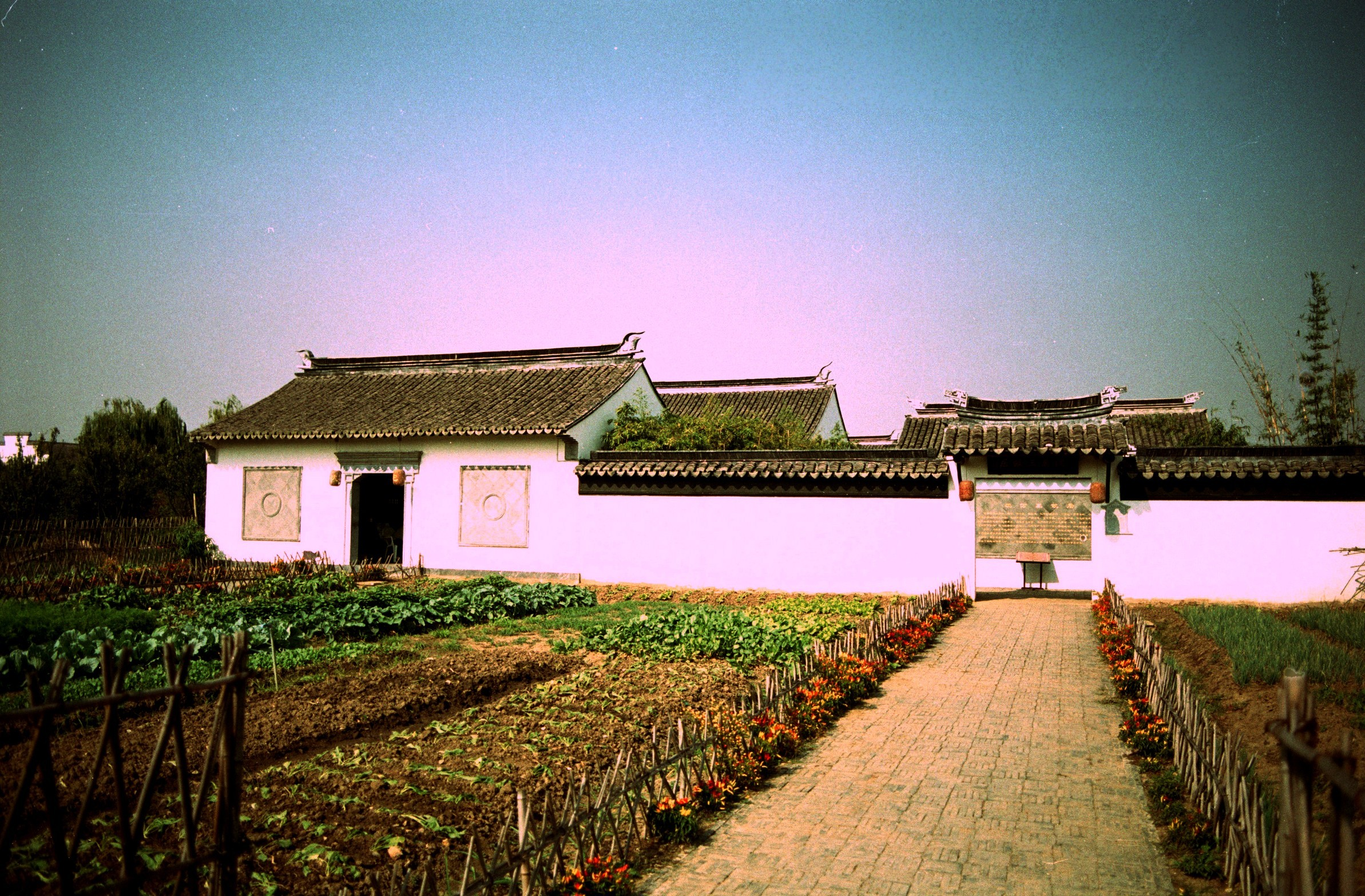
沈万三故居

财神居又名沈万三故居，是江苏省昆山市周庄镇的一处景点，位于东垞。
此处原为沈万三故居。周庄富贵园根据历史资料，在原址复建这座仿明式建筑，采用铜像、砖雕、漆雕等手法，展示沈万三经商致富的传奇历史，和沈家生活起居的场景。沈万三被尊为五路财神中的“富财神”，每年正月初五，举行隆重的“接财神”仪式，游客们争相向“聚宝盆”内投掷许愿的钱币。